# كونيل (واشنطن)
كونيل (بالإنجليزية: Connell, Washington)‏ هي مدينة تقع في الولايات المتحدة في مقاطعة فرانكلين (واشنطن). يقدر عدد سكانها بـ 4,209 نسمة ومساحتها 20.38 كم2 وترتفع عن سطح البحر 258 متر.

## التركيبة السكانية
قام مكتب تعداد الولايات المتحدة بتحديد بيانات التركيبة السكانية لكونيل في تعداد الولايات المتحدة. في ما يلي، التركيبة السكانية حسب تعدادي 2000 و2010.

### تعداد عام 2000
بلغ عدد سكان كونيل 2,956 نسمة بحسب تعداد عام 2000، وبلغ عدد الأسر 766 أسرة وعدد العائلات 602 عائلة مقيمة في المدينة. في حين سجلت الكثافة السكانية 1,034.8 نسمة لكل ميل مربع (399.5/كم2). وبلغ عدد الوحدات السكنية 891 وحدة بمتوسط كثافة قدره 311.9 نسمة لكل ميل مربع (120.4/كم2).
وتوزع التركيب العرقي للمدينة بنسبة 63.19% من البيض و 1.12% من الأمريكيين الأصليين و 4.36% من الأمريكيين ذوي الأصول الآسيوية و 0.03% من سكان جزر المحيط الهادئ و 3.92% من الأمريكيين الأفارقة و 5.85% من عرقين مختلطين أو أكثر.
بلغ عدد الأسر 766 أسرة كانت نسبة 48.8% منها لديها أطفال تحت سن الثامنة عشر تعيش معهم، وبلغت نسبة الأزواج القاطنين مع بعضهم البعض 61.1% من أصل المجموع الكلي للأسر، ونسبة 11.4% من الأسر كان لديها معيلات من الإناث دون وجود شريك، وكانت نسبة 21.3% من غير العائلات. تألفت نسبة 17.4% من أصل جميع الأسر من أفراد ونسبة 7.6% كانوا يعيش معهم شخص وحيد يبلغ من العمر 65 عاماً فما فوق. وبلغ متوسط حجم الأسرة المعيشية 3.59، أما متوسط حجم العائلات فبلغ 3.17.
بلغ العمر الوسطي للسكان 29 عاماً. وكانت نسبة 12.2% بين الثامنة عشر والأربعة وعشرون عاماً، ونسبة 32.4% كانت واقعةً في الفئة العمرية ما بين الخامسة والعشرون حتى والأربعة وأربعون عاماً، ونسبة 18.3% كانت ما بين الخامسة والأربعون حتى الرابعة والستون، ونسبة 5.7% كانت ضمن فئة الخامسة والستون عاماً فما فوق. يوجد لكل 100 أنثى 142.9 ذكر، ويوجد لكل 100 أنثى في الثامنة عشر من عمرها فما فوق 160.3 ذكر.
بلغ متوسط دخل الأسرة في المدينة 33,992 دولار، أما متوسط دخل العائلة فبلغ 38,309 دولار. وكان متوسط دخل الذكور 30,129 دولار مقابل 24,444 دولار للإناث. وسجل دخل الفرد الخاص بالمدينة 12,600 دولار. وكانت نسبة 15.9% من العائلات ونسبة 19.5% من السكان تحت خط الفقر، وكان من هؤلاء نسبة 26.7% تحت سن الثامنة عشر ونسبة 9.6% في الخامسة والستين من العمر وما فوق.

### تعداد عام 2010
بلغ عدد سكان كونيل 4,209 نسمة بحسب تعداد عام 2010، وبلغ عدد الأسر 878 أسرة وعدد العائلات 689 عائلة مقيمة في المدينة. في حين سجلت الكثافة السكانية 534.8 نسمة لكل ميل مربع (206.5/كم2). وبلغ عدد الوحدات السكنية 922 وحدة بمتوسط كثافة قدره 117.2 لكل ميل مربع (45.3/كم2).
وتوزع التركيب العرقي للمدينة بنسبة 73.4% من البيض و 1.9% من الأمريكيين الأصليين و 2.7% من الأمريكيين ذوي الأصول الآسيوية و 0.4% من سكان جزر المحيط الهادئ و 6.4% من الأمريكيين الأفارقة و 3.0% من عرقين مختلطين أو أكثر.
بلغ عدد الأسر 878 أسرة كانت نسبة 50.5% منها لديها أطفال تحت سن الثامنة عشر تعيش معهم، وبلغت نسبة الأزواج القاطنين مع بعضهم البعض 55.2% من أصل المجموع الكلي للأسر، ونسبة 15.3% من الأسر كان لديها معيلات من الإناث دون وجود شريك، بينما كانت نسبة 8.0% من الأسر لديها معيلون من الذكور دون وجود شريكة وكانت نسبة 21.5% من غير العائلات. تألفت نسبة 19.5% من أصل جميع الأسر من أفراد ونسبة 5.9% كانوا يعيش معهم شخص وحيد يبلغ من العمر 65 عاماً فما فوق. وبلغ متوسط حجم الأسرة المعيشية 3.53، أما متوسط حجم العائلات فبلغ 3.14.
بلغ العمر الوسطي للسكان 32.5 عاماً. وكانت نسبة 23.7% من القاطنين تحت سن الثامنة عشر، وكانت نسبة 10.3% بين الثامنة عشر والأربعة وعشرون عاماً، ونسبة 37.6% كانت واقعةً في الفئة العمرية ما بين الخامسة والعشرون حتى والأربعة وأربعون عاماً، ونسبة 22.8% كانت ما بين الخامسة والأربعون حتى الرابعة والستون، ونسبة 5.4% كانت ضمن فئة الخامسة والستون عاماً فما فوق. وتوزع التركيب الجنسي للسكان بنسبة 67.5% ذكور و32.5% إناث.